# Магмелл Синего моря
«Магмелл Синего моря» (яп. 群青のマグメル Гундзё: но Магумэру) — манга, написанная и иллюстрированная китайским художником Ди Наньмяо. 30 декабря 2022 года об издании манги на русском объявило в своей группе ВКонтакте сообщество «РуАниме». Манга была издана под импринтом DEEP Print.
На её основе студией Pierrot+ снят аниме-сериал, премьера которого состоялась 7 апреля 2019 года.

## Сюжет
35 лет назад посреди Тихого океана возник новый материк, получивший название «Магмелл». Для человечества настала новая эпоха первооткрывателей, и многие отправились исследовать новую землю, находя там растения и минералы, неизвестные науке. Но новые приключения таили в себе и новые опасности.
Сюжет фокусируется на героях, занимающихся поддержкой исследователей, в том числе вытаскиванием их из неприятностей, в которые они попали.

## Персонажи
Ин Ё (яп. 因又) — несмотря на внешний вид ленивого подростка, обладает максимальным среди коллег процентом успешных миссий.
Сэйю: Кэнго Каваниси
Зеро (яп. ゼロ Дзэро) — напарница Инё, которую он когда-то спас. Как и он, обладает способностью «чёрного электричества», то есть может вызывать чёрную материю и создавать из неё что-либо.
Сэйю: Мао Итимити
Эмилия (яп. エミリア Эмириа)
Сэйю: Хибику Ямамура
Сюин (яп. 拾因 Сю:ин)
Сэйю: Тосиюки Морикава

## Медиа

### Манга
Манга начала публиковаться в цифровом приложении Shonen Jump+ издательства Shueisha в июне 2015 года. На сегодняшний день опубликовано четыре тома.
5 и 6 тома манги вышли 4 марта, а 7 и 8 — 4 апреля 2019 года в цифровом формате
| № | Дата публикации   | ISBN                   |
| - | ----------------- | ---------------------- |
| 1 | 4 ноября 2015 г.  | ISBN 978-4-08-880559-7 |
| 2 | 4 декабря 2015 г. | ISBN 978-4-08-880560-3 |
| 3 | 3 июня 2016 г.    | ISBN 978-4-08-880724-9 |
| 4 | 4 июля 2017 г.    | ISBN 978-4-08-881246-5 |

### Аниме
29 апреля 2018 года было объявлено об адаптации манги в аниме-сериал. Режиссёром был назван Хаято Датэ, сценарий написал Тюдзи Микасано, за анимацию отвечает студия Pierrot+. Музыкальное сопровождение написано под управлением Ясухару Таканаси. Премьера состоялась 7 апреля 2019 года на Tokyo MX и BS Fuji. Начальную композицию «Dash&Daaash!!» исполнила идол-группа Fudanjuku, а завершающую «The Key» — a flood of circle. Netflix лицензировал сериал для потоковой трансляции за пределами Японии.

## Отзывы и критика
Критики отмечают плохое качество аниме, притом практически во всех деталях: плохо связанный и бессмысленный сюжет, неинтересные дизайны монстров, бедная анимация и неудачная режиссура. Построение мира практически отсутствует — материк просто появляется из воздуха, это не сказывается ни на островах, что были на месте его появления, ни на климате планеты и даже никак не интересует существующие страны. Большая часть сюжета не повторяет мангу, а рассказывает оригинальные истории. Есть попытки развития центральных персонажей в ходе повествования. Более-менее всё это компенсируется наличием экшена, хотя до полномасштабных сражений доходит лишь дважды за весь сериал и они не становятся ничем запоминающимся. Единственное, что по-настоящему выделяется в аниме, — это музыка. Она в сериале разнообразная и помогает передать мистическую атмосферу нового материка.
По мнению одних критиков, в сюжете аниме есть много шансов на социальные комментарии, вопросы экологии или колонизации, но все они оказываются упущены. Другой критик указывает на то, что вопрос жестокого обращения с животными вполне оказался раскрыт. Аналогично разошлись мнения и по поводу юмора в аниме.
От звания худшего сериала сезона «Магмелл Синего моря» удерживает только выход в то же время второго сезона 7Seeds. Впрочем, данное аниме оставляет после себя ещё меньше впечатлений, чем схоже плохие Sword Gai и 7Seeds.

## Примечание
1. ↑  Объявление о лицензировании (30 декабря 2022). Дата обращения: 31 декабря 2022.
2. ↑  Hodgkins, Crystalyn. Gunjō no Magmell Manga Gets TV Anime at Studio Pierrot. Anime News Network (29 апреля 2018). Дата обращения: 29 апреля 2018. Архивировано 29 июля 2019 года.
3. ↑  Rafael Antonio Pineda. Gunjō no Magmell Manga Gets Digital Volume Releases in Japan for Volumes 5-8 (англ.). Anime News Network (21 февраля 2019). Дата обращения: 7 апреля 2019. Архивировано 7 апреля 2019 года.
4. ↑  群青のマグメル　　1 (яп.). Shueisha. Дата обращения: 29 апреля 2018. Архивировано 18 декабря 2019 года.
5. ↑  群青のマグメル　　2 (яп.). Shueisha. Дата обращения: 29 апреля 2018. Архивировано 18 декабря 2019 года.
6. ↑  群青のマグメル　　3 (яп.). Shueisha. Дата обращения: 29 апреля 2018. Архивировано 18 декабря 2019 года.
7. ↑  群青のマグメル　　4 (яп.). Shueisha. Дата обращения: 29 апреля 2018. Архивировано 18 декабря 2019 года.
8. ↑  Alex Mateo. Ultramarine Magmell Anime Streams on Netflix in U.S. (англ.). Anime News Network (10 октября 2019). Дата обращения: 18 мая 2020. Архивировано 9 декабря 2019 года.
9. 1 2 3 4 5 6 7  Theron Martin. Review. Ultramarine Magmell episodes 1-12 streaming (англ.). Anime News Network (18 октября 2019). Дата обращения: 18 мая 2020. Архивировано 17 декабря 2019 года.
10. 1 2 3 4 5 6  Nicholas Dupree, Steve Jones. This Week in Anime - Is Ultramarine Magmell a Monstrous Mess? (англ.). Anime News Network (24 октября 2019). Дата обращения: 18 мая 2020. Архивировано 23 декабря 2019 года.